# Sites auriculaires
Sites auriculaires est une œuvre de Maurice Ravel pour deux pianos composée en 1895 et 1897.

## Présentation
Sites auriculaires est constitué de deux pièces, Habanera, composée en 1895, et Entre cloches, composée en 1897.  
La création de la suite, sous ce titre empruntant autant au « poème symboliste » qu'à Erik Satie, se déroule à la salle Pleyel le 5 mars 1898 dans le cadre d'un concert de la Société nationale de musique, avec Marthe Dron et Ricardo Viñes aux pianos. 
La partition ne sera éditée que plus tard, en 1975, par Salabert. 

## Structure
L’œuvre comprend deux mouvements :
1. Habanera — En demi-teinte et d'un rythme las, à
2. Entre cloches — Allègrement, à 
, puis 
 et de nouveau

La durée moyenne d'exécution de Sites auriculaires est de cinq minutes environ.

## Analyse
Hommage juvénile à l'Espagne selon le musicologue François-René Tranchefort, la première pièce, Habanera, du nom de la danse éponyme, à la mélodie « d'une sensualité languide », est « imprégnée de nostalgie ». La partition porte en exergue une citation des Fleurs du mal de Baudelaire, « Au pays parfumé que le soleil caresse... », et comprend de nombreuses audaces : une pédale intérieure annonciatrice du Gibet de Gaspard de la nuit, une indécision tonale générale, des accords « durs et fermés », une rythmique d'une immuabilité provocante, en somme, « un coup d'éclat du jeune maître ».
Cette Habanera sera par la suite reprise et orchestrée par Ravel pour figurer en troisième place de sa Rapsodie espagnole.
Dans la deuxième pièce, Entre cloches, les vibrations des deux pianos se confondent, « à l'instar des résonances de l'airain » pour reprendre les termes d'Alfred Cortot.
« Frappé en combinaisons d'accords et sur des rythmes d'une pleine vigueur [...], Entre cloches, en effet, semble émettre des sonorités spatiales ». Le titre choisi pour la réunion des deux pièces trouve ainsi sa pleine justification dans ce volet, comme « transposition d'impressions sonores sur l'écran des images et de l'espace visuel ».

## Discographie
- Ravel : Complete Works for Piano Duet, par Ingryd Thorson et Julian Thurber, Brilliant Classics 94176, 2011.
- Ravel : The Complete Edition / Œuvres complètes, Decca 4783725, 2012.
- Gershwin & Ravel : Music for Piano Duo par Anthony Goldstone et Caroline Clemmow (2007, Divine Art DDA25055, 2018) — avec Ma mère l'Oye, la Rhapsody in Blue, etc.
- Maurice Ravel : The Complete Works, CD 4, par Jean-Philippe Collard et Michel Béroff, Warner Classics 0190295283261, 2020.

### Ouvrages généraux
- François-René Tranchefort, « Maurice Ravel », dans François-René Tranchefort (dir.), Guide de la musique de piano et de clavecin, Paris, Fayard, coll. « Les Indispensables de la musique », 1987, 867 p. (ISBN 978-2-213-01639-9, OCLC 17967083), p. 609-610.
- Michel Duchesneau, L'Avant-garde musicale et ses sociétés à Paris de 1871 à 1939, Paris, Éditions Mardaga, 1997, 352 p. (ISBN 2-87009-634-8).

### Monographies
- Christian Goubault, Maurice Ravel : le jardin féerique, Paris, Minerve, 2004, 357 p. (ISBN 2-86931-109-5, BNF 39264179).
- Vladimir Jankélévitch, Ravel, Paris, Seuil, 1956, rééd. 2018 (ISBN 978-2-02-000223-3 et 978-2-7578-7445-5).
- Marcel Marnat, Maurice Ravel, Paris, Fayard, coll. « Indispensables de la musique », 1986, 828 p. (ISBN 2-213-01685-2, BNF 43135722).
- Bénédicte Palaux Simonnet, Maurice Ravel, Paris, Bleu Nuit éditeur, 2019, 176 p. (ISBN 978-2-35884-085-9).

### Écrits
- Maurice Ravel, L’intégrale : Correspondance (1895-1937), écrits et entretiens, édition établie, présentée et annotée par Manuel Cornejo, Paris, Le Passeur Éditeur, 2018, 1776 p.  (ISBN 978-2368905777).